# Gyuris György
Gyuris György (Szeged, 1940. április 21. – 2022. július 2.) magyar könyvtáros, bibliográfus.

## Életpályája
1958–1960 között vízügyi betanított segédmunkásként dolgozott. 1960–1992 között helytörténeti témában rovatszerkesztő volt a szegedi illetve a megyei napilapoknál (Délmagyarország, Csongrád Megyei Hírlap, Délvilág). 1961–1962 között könyvtári raktárosként tevékenykedett. 1962–1963 között népművelő volt. 1963-tól a szegedi Somogyi Könyvtárban dolgozott. 1965–1971 között a József Attila Tudományegyetem Bölcsészettudományi Karának hallgatója volt. 1992–2002 között a Somogyi Könyvtár igazgatója volt. 1993-tól a szegedi Dugonics Társaság alelnöke volt. 1997-ben doktorált. 1994–1998 között a Magyar Könyvtárosok Egyesülete (MKE) Bibliográfia szekció titkára volt. 1997-től a Tiszatáj Alapítvány kuratóriumának elnöke volt. 1998–2002 között a Csongrád Megyei Könyvtárosok Egyesületének elnöke volt. 2002-ben nyugdíjba vonult.

## Családja
Szülei: Gyuris István és Kasza Ilona voltak. 1964-től házasságban élt. Négy gyermeke született: Tamás (1965), Ágnes (1966), Erika (1967) és Györgyi (1969).

## Művei
- A Somogyi-könyvtár kiadványai (1967)
- A megyei jogú városok a Népművelésben (1968)
- Dugonics András (bibliográfia, 1969)
- Dugonics könyvtára (1972)
- Csongrád megyei könyvtári füzetek (1974)
- Szeged múltjából (1978)
- Írások Móra Ferencről (1981)
- Élet és Irodalom (repertórium, 1981)
- Mutató Bálint Sándor A szögedi nemzet című néprajzi munkájához (1983)
- Balázs Béla (bibliográfia, 1984)
- Tóth Béla munkássága (1984)
- Magyar Amerika (1988)
- Hollós József, 1876-1947 (1988)
- Fricsay Ferenc emlékezete (1989)
- Vántus István munkássága (1990)
- 1849-1919 (1991-1992)
- Szegedi műhely (1991)
- Szegedi arcélek (1993)
- Vaszy Viktor emlékezete (1993)
- 1919-1944 (1994)
- Kiskundorozsma (1995)
- Írások Péter László 70. születésnapjára (1996)
- A Tiszatáj fél évszázada 1947-1997 (1997)
- Vekerdi László munkássága (bibliográfia, 1999)
- Reizner János (1999)
- Ruszoly József munkássága, 1959-1999 (bibliográfia, 2000)
- Bálint Sándor munkássága (bibliográfia, 2007)
- Ruszoly József munkássága, 2000-2009 (2010)
- Száz év a Liget oldalában (2010)

## Díjai
- a Szocialista Kultúráért érdemérem (1983)
- Magyar Könyvtárosok Egyesülete Emlékérem (1997)
- Szinnyei József-díj (2002)
- Magyar Könyvtárosok Egyesülete Helyismereti Könyvtárosok Szervezete Kertész Gyula-emlékérem (2009)